# Rhyacophila marcida
Rhyacophila marcida är en nattsländeart som beskrevs av Banks 1947. Rhyacophila marcida ingår i släktet Rhyacophila och familjen rovnattsländor. Inga underarter finns listade i Catalogue of Life.